# ソウダガツオ
ソウダガツオ（宗太鰹、騒多鰹）は、スズキ目サバ亜目サバ科サバ亜科マグロ族ソウダガツオ属 Auxis に属する海洋生条鰭類（硬骨魚類）である。
同属に分類されるマルソウダ・ヒラソウダの両種を指す混称でもあり、両種はそれぞれマルソウダガツオ・ヒラソウダガツオと呼ばれる場合がある。
太平洋など全世界の熱帯・亜熱帯・温帯海域に広く分布する肉食魚で食用に漁獲される。

## 分類

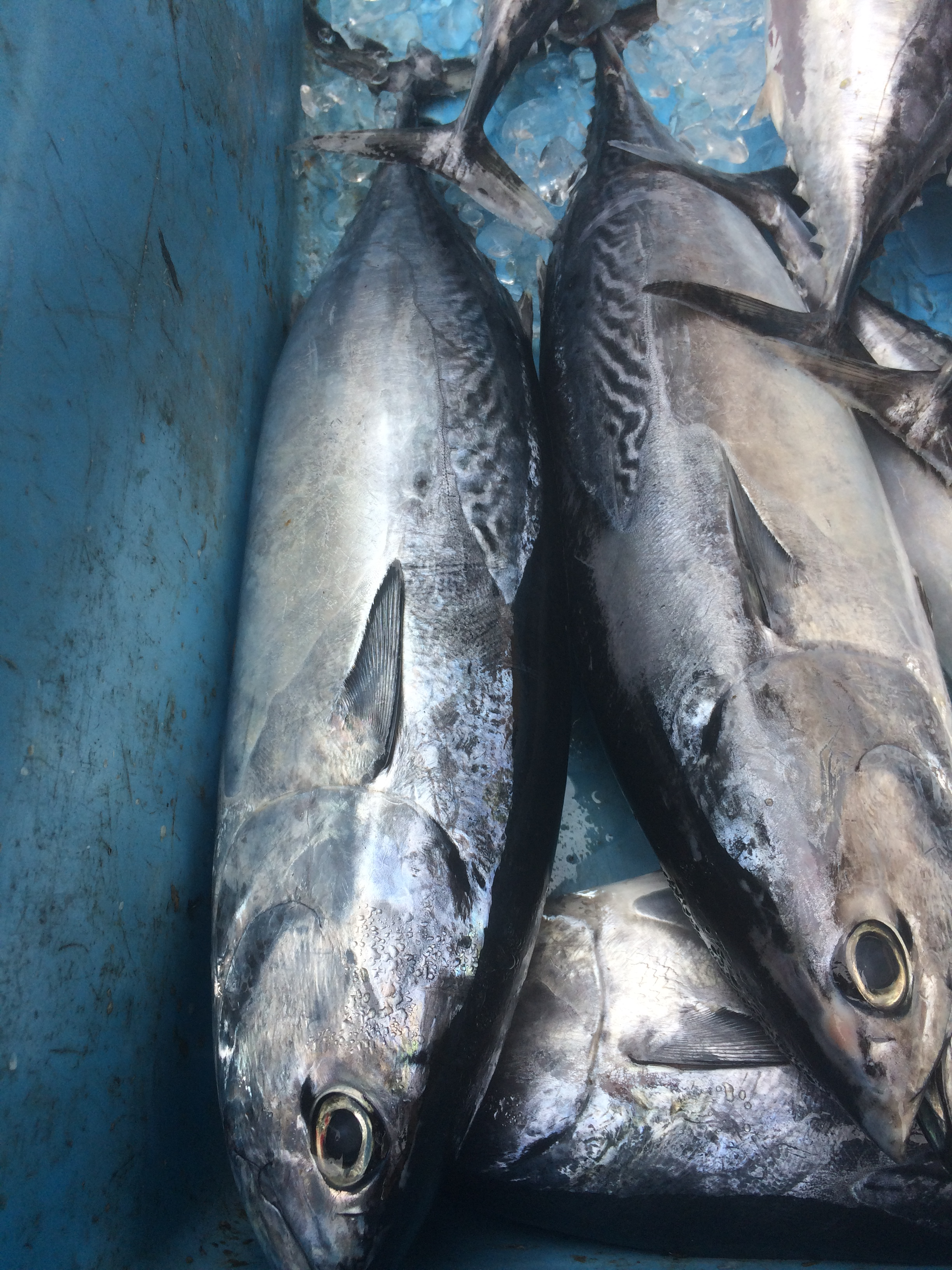
勝浦朝市（千葉県勝浦市）で売られていたソウダガツオ（ヒラソウダ）。2017年7月24日撮影。

ソウダガツオ属は2種のみが分類され、それぞれ2亜種に分けられる。
- マルソウダ[2] A. rochei (Risso,1810) Bullet tuna
  - 亜種 A. rochei rochei (Risso,1810) - 全世界の熱帯・亜熱帯海域に分布
  - 亜種 A. rochei eudorax Collette et Aadland,1996 - 東太平洋に分布
- ヒラソウダ[1] A. thazard (Lacepède, 1800) Frigate tuna
  - 亜種 A. thazard thazard (Lacepède, 1800) - 全世界の熱帯・亜熱帯海域に分布
  - 亜種 A. thazard brachydorax Collette et Aadland,1996 - 東太平洋に分布

## 特徴
マルソウダは最大全長50センチメートル(cm)前後、ヒラソウダは最大60cm前後と、ヒラソウダの方がやや大型になるが、両種とも通常の全長は最大40cmほどである。
両種とも背部は黒色に近い濃青色・腹部は銀白色だが後述のように有鱗域・鰓蓋上端の黒色斑・背部後半の模様の形状に違いがみられる。
同じサバ科のカツオと同じく鱗は体の前方にしかなく体後部にはないが、カツオと異なり腹側には縞模様が出ない。また類似する近縁種にスマがあるが、ソウダガツオは両背鰭が接近しているのに対し、カツオ・スマは第一・第二背鰭が近接しているほか、スマは胸鰭下独特の斑点があることから区別できる。なおヒラソウダを「スマ」（スマガツオ）と呼び、スマを「モンズマ」など別の地方名で呼んで区別する地域がある。
2種の区別点は以下のようなものがある。
- 体の横断面（個体差あり）[11] - 和名の通りマルソウダは体高が低く輪切りにすると断面は円形に近い一方[2]、ヒラソウダはマルソウダより体高が高く、断面は楕円形である[1]。ただしマルソウダの中にもヒラソウダのように体高がある個体がいるため、これだけでは判別しきれない場合もある[11]。
- 背部の模様（個体差あり） - マルソウダは「やや角ばった荒いまだら模様」が並ぶが、ヒラソウダのようにやや流れるような形の場合もある[11]。ヒラソウダの場合は細めの模様が後方から前方斜め下に向けて流れるよう模様になっているが、模様が荒くマルソウダに似ている場合もある[11]。
  - マルソウダは背面黒色部と鰓蓋上の斑点が互いに接するが、ヒラソウダは分離する[11]。ただしこの見分け方でも個体差があるため確実な判別方法ではない[11]。
  - ちなみにスマの場合は胸鰭下方の腹部に小さな黒色斑点があるほか（大型個体では小さくなる）、背部の模様はヒラソウダと同様に斜めに流れるものの、大型個体では虫食い状の模様になる[12]。
- 鱗のある領域（有鱗域） - 最も確実な判別方法で、マルソウダは背部・体側中央部から体側後方に切れ込む有鱗域が第二背鰭より後ろまで達し[11]、徐々に細くなる形になっている[2][11]。一方でヒラソウダは第一・第二背鰭の中間で急激に細くなり[1]、糸状になってから[13]側線へ続き[1]、第二背鰭の手前で途切れる[11]。
- 背鰭の棘数 - マルソウダは10 - 11、ヒラソウダは11 - 12[7]。
- 鰓耙数 - マルソウダは44 - 47、ヒラソウダは38 - 42[7]。
- マルソウダは最大全長50cm程度に留まる一方[2]、ヒラソウダは全長60cmに達する個体もいる[1]。
- 両種とも沿岸性が高いがマルソウダはより沖合に多く[2]、ヒラソウダはマルソウダ以上に沿岸性が強い[1]。

## 名称
名前の由来は「鰹に似たれば〈鰹だそうだ〉といいしを、倒置したる魚名（＝カツオに似た魚）」（広辞林）・「常に群集して、水面にしぶきを立てながら小魚を捕食する。（集まって騒ぐ・騒々しい）ということで『ソウダガツオ』の呼称は（騒々しく騒ぐ鰹）の意味」とされる。漢字では「宗太鰹」「騒多鰹」と表記するが、主にマルソウダを原料に作られる節は後述のように「宗田節」と表記される。
また吻部が短く、目が口先に近づいていることから「メヂカ（目近）」の地方名で呼ばれることがある。

### 地方名
食用として流通する際は2種を区別しないことが多く、地方名も2種共通の名前が多い。本ガツオ（標準和名カツオ）の漁獲量が少ない日本海側では単に「カツオ」と言えばヒラソウダを指す。
その他の俗称としてはソウダガツオ・メヂカ（メジカ、近畿地方）・フクライ（宮城県気仙沼で両種を混称）などがある。個別の地方名は以下の通り。
マルソウダ
- ウズワ - 神奈川県真鶴、静岡県沼津市周辺[2]
- コガツオ - 三重県尾鷲市[2][18][19]
- メジカ（メヂカ・メチカとも） - 徳島県・高知県など[2]
- マルメジカ[17]
- マンダラ - 神奈川県[11]
- ロウソク - 三重県志摩地方[11]
- ローソク - 幼魚のこと。高知県・和歌山県・東京都・神奈川県にて[16]

ヒラソウダ
- シブワ - 静岡県伊豆半島西岸・沼津[1]
- シロス - 高知県中土佐町などで幼魚を指す[1]
- スマ・スマガツオ - 和歌山県串本町、徳島県阿南市・海陽町宍喰、高知県室戸市三津・宿毛市田ノ浦すくも湾漁協など[1]。標準和名スマは別の地方名がある
- ソマ[17][20]・ソマガツオ[1] - 三重県尾鷲市[20][21]・熊野市や和歌山県串本町・那智勝浦町など[1]（熊野地方）
- フクライ[17]
- メジ（近畿地方）、ヒラメヂカ（高知県）、シブタ・ミージカー（沖縄県）[11]

## 生態
20℃以上の水温帯で産卵する。産卵期は春 - 初夏で、孵化後は1年で25cm前後・2年で33cm前後・3年で40cm前後に成長する。
沿岸 - 沖合の表層を大群で回遊し、内湾部・汽水域にはほとんど入らず、水温が高ければ冬に釣れる場合もあるが春はあまり釣れない。また水深が極端に浅い海域には回遊してこないが、沿岸部でもある程度の水深があれば回遊してくる場合があるため、釣り船のみならず外洋に面し海流が直接当たるような磯・防波堤・砂浜などでも釣れる。
肉食性で幼魚期には小型の甲殻類を捕食し、成長するとイワシなどの小魚を捕食する一方でマグロ・カジキなど大型肉食魚に捕食される。
両種とも日本近海では北海道 - 九州南部の太平洋沿岸および日本海・東シナ海沿岸・屋久島・南西諸島・小笠原諸島近海に分布する。特に両種とも房総半島以南の太平洋沿岸に多い一方、日本海・東シナ海では秋にマルソウダが多い反面ヒラソウダは少ない。日本国外では朝鮮半島南岸・東岸、済州島周辺海域及び東太平洋を除く世界中の温帯・熱帯海域でも確認されている。
日本では秋 - 冬に南日本周辺海域に集まり、春 - 夏にかけて北上して北海道まで回遊する。両種とも関東地方では海水温が上昇する初夏以降に入り乱れて沿岸へ回遊してくるが、マルソウダよりヒラソウダの方が少し低めの水温にも対応しているため、晩秋のころにマルソウダが日本近海から去ってもヒラソウダはしばらく釣れ続けることが多く、海水温が高めの年はヒラソウダが正月過ぎまで日本沿岸を回遊していることもある。

## 人間との関わり

### 漁獲
一本釣り・巻き網・定置網などで漁獲されるが、特に定置網で年間30,000トン(t)程度の量が漁獲されている。
その中でも後述の「宗田節」の原料となるマルソウダは、日本全国の水揚げ量のうち40%が高知県内で水揚げされている。宗田節の原料になるメジカは高知県だけでなく、隣接する愛媛県の宇和海でも巻き網漁で水揚げされており、高知県などの加工業者に出荷されている。和歌山県南部では春 - 秋に巻き網漁・棒受け網漁・定置網漁でマルソウダ（体長16 - 34cm）が大量に、ヒラソウダ（体長28 - 38cm）も散発的に漁獲される。和歌山県日高郡みなべ町・みなべ漁港におけるマルソウダの年間観察個体数は2003年が49,528尾・2006年が22,342尾だった。
三重県尾鷲市などの東紀州では、マルソウダ（コガツオ）は夏から秋が旬で、7月から9月初旬にかけ、船に固定した釣り竿の先につけた疑似餌を水面を泳がせるようにして釣る「ケンケン漁」などで漁獲されている。またソマガツオは秋ごろに多く水揚げされている。
ソウダガツオの稚魚は沿岸 - 沖合まで高密度に出現することから莫大な資源量が予測され、未利用資源としても注目されている。

### 食材利用

#### 宗田節
ソウダガツオは両種とも（特にマルソウダ）イノシン酸などうま味成分が多く濃厚なだしが取れるため、日本では鰹節と同様の方法で「宗田節」（そうだぶし）に加工して流通し、関東風のそばつゆなど濃い口の日本料理に利用されることが多い。「宗田節」は鰹節より濃厚でこくのある風味が特徴で、やや厚めに削った削り節はめんつゆ・タレなどを作る用途に用いるほか、薄く削ったものを一般家庭用で用いる。特に愛知県名古屋以西で好んで利用され、愛知県では同県名物のきしめんに利用されるほか「名産品の八丁味噌（豆味噌）に合う」と好まれる。ただし業務用としての流通が主で、一般にはあまり知られていない。
「宗田節」の原料には主にマルソウダが利用される一方、ヒラソウダは「まとまって漁獲されないこと」「脂肪分が多いこと」から宗田節への加工原料には向かない。また神奈川県小田原市米神地区では、みかん収穫期の前に「ウズワ」と呼ばれるマルソウダで節を作る慣習があるが、節に加工する場合は新鮮すぎるとひび割れてしまうため、氷にも漬けずに1日程度置いて鮮度を落とした上で頭と内臓を取り除き、水から煮込んで節にするという。
ソウダガツオの一大産地であり「市の魚」に指定されている高知県土佐清水市では市内にある足摺岬の沖合がソウダガツオの産卵場になっており、日本産の宗田節の7割以上（年間水揚げ高6,000 - 7,000t）が同市で生産されている。土佐清水市は鹿児島県枕崎市、静岡県焼津市とともに、宗田節の日本三大入札会場ともなっている。同市では宗田節は「メジカ節」とも呼ばれ、燻製後に乾燥させた「裸節」とカビを付けた「枯節」がそれぞれ製造されており、コクのある前者は関西で、まろやかな風味の後者は関東でそれぞれ好まれている。市内ではマルソウダの生利節を燻製にしたものが「姫がつお」として売り出されており、また割れるなどして商品にならない欠片は地元で調味料として活用されていたが、後に宗田節の欠片が入った瓶に醤油を注ぐだけで出汁醤油を作れる商品「我家（うち）のだし」が地元企業から発売されている。宗田節の副産物である魚粉は稲作の肥料として活用されている。しかし2016年時点ではソウダガツオの魚価が低迷し、漁獲量も減少したことで、漁師の半数が中国人から高値で購入される赤珊瑚漁に転換したことや、後継者不足が課題になっていた。
また宗田節は熊野灘沿岸も一大産地となっている。

#### 鮮魚
両種とも秋 - 冬が旬とされるが、血液中のヒスチジンが多いことから鮮度低下が早い。、このため商品価値はカツオやマグロに比べて高くなく、都会では鮮魚として流通しない魚だった。ヒスチジンから変性して発生したヒスタミンが一定量を超えたものを食べると蕁麻疹・嘔吐などアレルギー反応を含めた食中毒を起こす可能性がある。両種とも鮮度が低下するとヒスタミン中毒のリスクがあるが、ヒラソウダ以上に血合肉の部分が多いマルソウダはそのリスクがより高いため「マルソウダの生食は推奨されない（加熱調理推奨）」と記載された文献が複数存在する。一度発生したヒスタミンは加熱しても分解されないため「鮮度が落ちたものは食さないこと」「ヒスタミンが生成されていない新鮮なうちに食べること」、特にマルソウダは「生食を避けるか血合いを除去すること」が望ましい。
目利きの目安としてはヒラソウダの場合「鰓が鮮紅色で体が丸くて体高が高く、体表の銀色が強いもの」を、マルソウダも「触って硬く、鰓が鮮紅色のもの」を選ぶことが望ましい。マルソウダ・ヒラソウダ両種ともから揚げにすると血合い付近に独特の風味があって旨いほか、節の原料になるほど豊富なうまみが含まれていることから煮付け・あら汁にして美味である。

##### マルソウダ
マルソウダは血合いが多く、血合い由来とされる独特のうまみが強い魚だが、高知工科大学の研究によれば同じくサバ科の海水魚で傷みが早いとされるゴマサバと同じ冷蔵保存条件で比較したところ「いずれも約2倍の速さで鮮度低下が進む傾向にある」ことが判明した。
- 実験内容は「三津大敷組合（高知県室戸市）が大型定置網にて漁獲したマルソウダ・ゴマサバを漁獲直後に漁船内の冷海水で野絞めした上で水揚げ後に3種類の冷媒（海水氷・塩分濃度1.0wt.%のスラリーアイス・塩分濃度3.5wt.%のスラリーアイス）とともに内容積50リットル（L）のクーラーボックスに入れて設定温度4℃の冷蔵庫に保管」し、24時間おきに最大72時間まで3匹ずつサンプリングを行ったものである[25]。
- サンプリングに当たりそれぞれの魚の鮮度指標「K値」（20%以下で生食可能、20%超50%以下の範囲で加熱調理推奨、60%以上になると腐敗＝食用不適とされる）・食中毒の原因となるヒスタミン含有量などを調べた結果、以下のいずれの方法においてもヒスタミンは検出されなかったが、冷媒の種類によって以下のように異なる実験結果が出た[25]。なおゴマサバの場合は以下いずれの3条件においても「K値」は72時間後も20%に達せず生食可能な鮮度が維持された[25]。
  1. このうち市場で最も用いられている海水氷による保存の場合、漁獲から約36時間で「K値」が20%に達し生食不適（加熱調理推奨）となる[25]。
  2. 塩分濃度1.0wt.%のスラリーアイスに保存した場合、48時間以内ならば「K値」は20%に達せず生食可能な鮮度が維持されるが、約65時間で「K値」が20%を上回るため、それ以降は加熱調理が推奨される[25]。
  3. 塩分濃度3.0wt.%のスラリーアイスに保存した場合、72時間後でも「K値」は20%に達せず生食可能な鮮度が維持された[25]。なおこの鮮度変化は1.と同じ要領で海水氷に保存したゴマサバとほぼ同レベルだった[25]。

このようにマルソウダは特に傷みが早く、死後に時間が経過するとヒスチジンから多量のヒスタミンが生成されることでヒスタミン中毒を起こしやすくなるため「生食は推奨されない」とされるが、村越正海は「釣れた直後に血抜きをして内臓・鰓を取り除き氷で保冷すれば刺身・たたきで生食できる」と述べている。産地周辺以外で鮮魚として流通することは非常に少なく、関東地方の卸売市場などでは「ほとんど見かけず、来ても非常に安い」魚で、一般的には加工品として出回る。本種は主に宗田節の原料とされることが多いが、節取りして蒸したものをフレークにしてサラダ・かき揚げ・そぼろなどに加工すると美味で、生利節（生節）・煮物・唐揚げ・干物・焼き魚などでも食べられる。煮付けはやや硬いが、旬の時期の煮付けは特に絶品で魚すき（魚のすき焼き）・生利節でも旨い。
一方で高知県須崎市・高岡郡中土佐町では、水揚げしたてのマルソウダの幼魚を「メジカの新子」と呼んで珍重し、8月 - 9月下旬のわずか約1か月間のみ、刺身で食べる食文化がある。マルソウダの多くを水揚げしている須崎漁港（須崎市）・釣り漁法にて水揚げしている久礼漁港・上ノ加江漁港（いずれも中土佐町）周辺の地域においては、マルソウダの刺身は「すぐに当たる（食中毒になる）魚」と認識されてはいるものの「漁獲した当日中のみ刺身で食べられる」という制約の下で「時にはカツオの刺身以上の高級食材」として流通している。須崎では新鮮な刺身に仏手柑を搾り、リュウキュウを付け合わせて食べる。「メジカの新子」は中土佐町の久礼大正町市場などで季節の風味として親しまれてきたほか、2017年時点では大産地として知られる同県土佐清水市でも提供が始まっている。また2024年時点では県内外から人気が高まっており、日中にメジカの新子を食べられる久礼に観光客が集中、3時間超の待ち時間を記録する場合もあることから、市場に集中する観光客の分散、混雑緩和、問い合わせ対応の負担緩和を狙い、当日朝の漁や販売状況をホームページや現地のデジタルサイネージで発信する試みが行われている。
また鹿児島県南さつま市笠沙（旧：鹿児島県川辺郡笠沙町）でも幼魚を刺身で食べる食文化がある。

##### ヒラソウダ

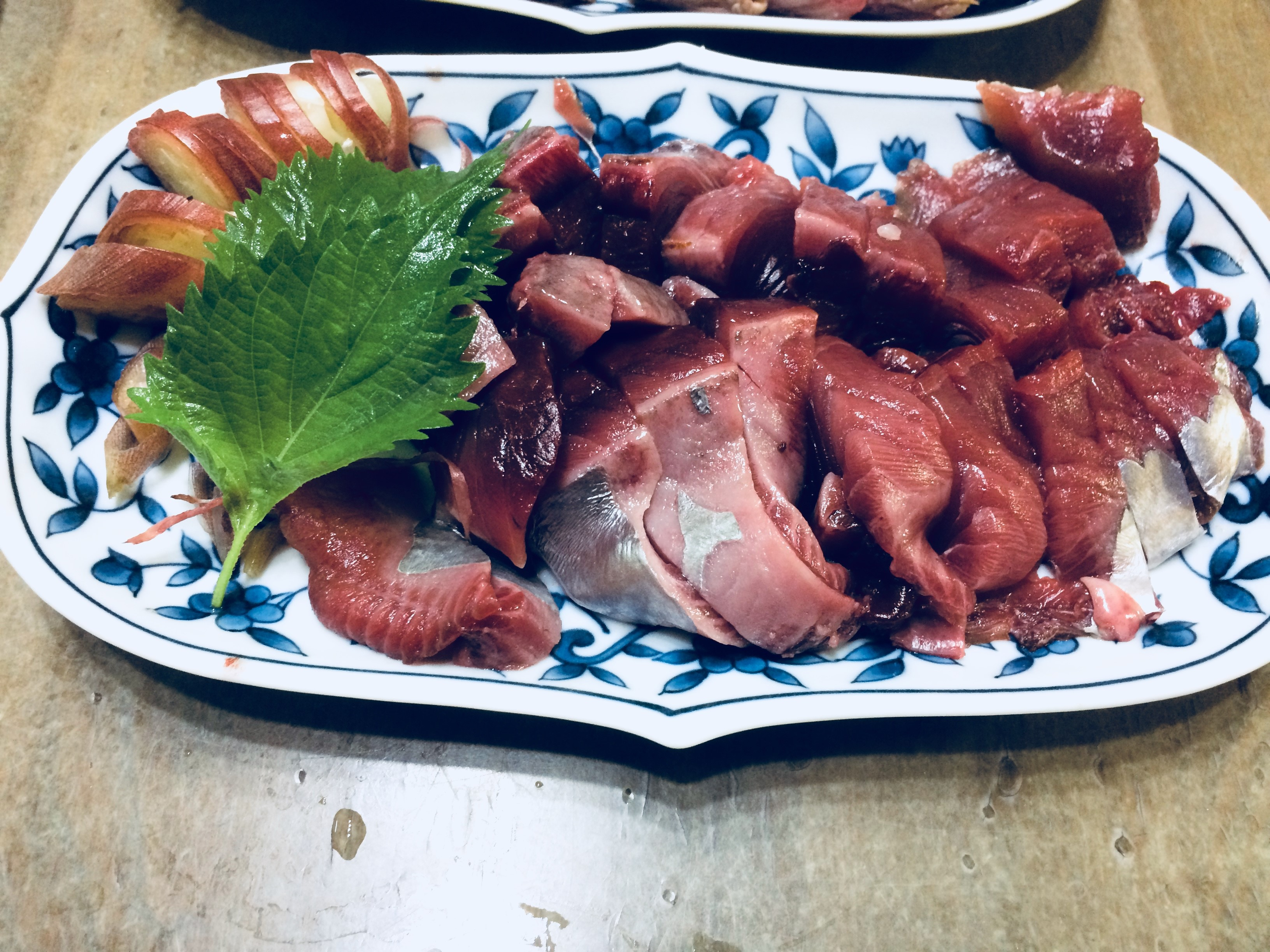
高知県室戸市室戸岬沖産ヒラソウダの刺身。本種の刺身は本文中で述べた通り「絶品」と評する声もある。左に大葉・刻みミョウガをそれぞれ薬味として添えている。2018年5月10日撮影。

ヒラソウダはマルソウダに比べて血合いが少なく脂肪分が多い魚で、関東地方の卸売市場には秋 - 初冬にまとまって入荷し安価に流通するが、混獲されるカツオより鮮度が落ちやすい。また正確な統計こそないものの「漁獲量はマルソウダより少ない」とされ、宗田節への加工原料には向かない。
しかし本種は前述のように鮮度保持にさえ注意すれば「とても美味な魚」で、産地ではマルソウダ以上に評価が高く刺身用として人気の魚である。新鮮なものは刺身・タタキ（土佐造り）・なめろう・ヅケなど生食で賞味でき、煮付け・竜田揚げ・塩焼き・みりん干し・生利節など加熱調理でも美味である。
本種は秋 - 冬が旬であるが、中でも皮の下に白い脂肪の層があるものは脂が乗って非常に美味で、旬の時期には水温低下に伴い皮下脂肪を増やす。
- 『隔週刊つり情報』（辰巳出版）ライター・石川皓章は著書『海の魚大図鑑』（2010年・日東書院本社）にて本種を「肉質はマルソウダよりはるかに上等で1kg前後まで育つとかなり美味。特に1.5kg前後まで大型化した個体は同サイズのカツオ（本ガツオ）より美味い」と高く評価している[11]。
- ぼうずコンニャク株式会社代表取締役・藤原昌高は本種の食味を以下のように非常に高く評価している。
  - 「寒い時期の刺身は絶品」[13]
  - 「刺身は『赤身魚の最高峰』『本マグロを超える』とも評価される」[17]
  - （味の評価を5段階中星5つの最高評価『究極の美味』とした上で）「『サバ・カツオ類ではもっとも旨い』と評する声もある」[1]
  - 本種を握り寿司にした場合の味 - 「カツオより酸味が少なく、皮下の層になった脂の甘み・その下の赤身のうまみは寿司飯と相性抜群。濃厚なのに後味も良く、秋の大型個体は間違いなくマグロ以上にうまい」[57]

脂が乗っていない時期でもたたき・カルパッチョにして食べると美味であるほか、タマネギ・シュンギクとともに切り身を煮込んで食べる炒り焼（魚すき）にも向く。
カツオの漁場である三重県伊勢志摩地方では漁師がカツオ漁の折に獲れたヒラソウダ（カツオより安い）を船上でぶつ切りにして醤油に漬け、あらかじめ用意した酢飯と混ぜて即席のまかない料理として食べたが、同地方の郷土料理であるちらし寿司の一種「手こね寿司」はこの漁師料理が起源とされる。
高鮮度なソマ（ヒラソウダ）が定置網などで多く水揚げされる三重県尾鷲市では刺身・たたきとしての需要が高く、特にカツオがない時に重宝される上、さらなる高鮮度化を目指して船上活け締め（活〆）も行われている。また徳島県太平洋沿岸部（阿南市 - 海部郡海陽町）ではヒラソウダ（地方名スマ）を刺身・山かけ・煮付けなどにして食べる。
本種はかつて産地周辺で消費されることが多く、大消費地では滅多に見かけない魚だったが、近年では同じような利用法で食されるスマと同様に流通の場で見かけることが多くなり、価格も高騰傾向にある。

#### 郷土料理

##### 静岡県

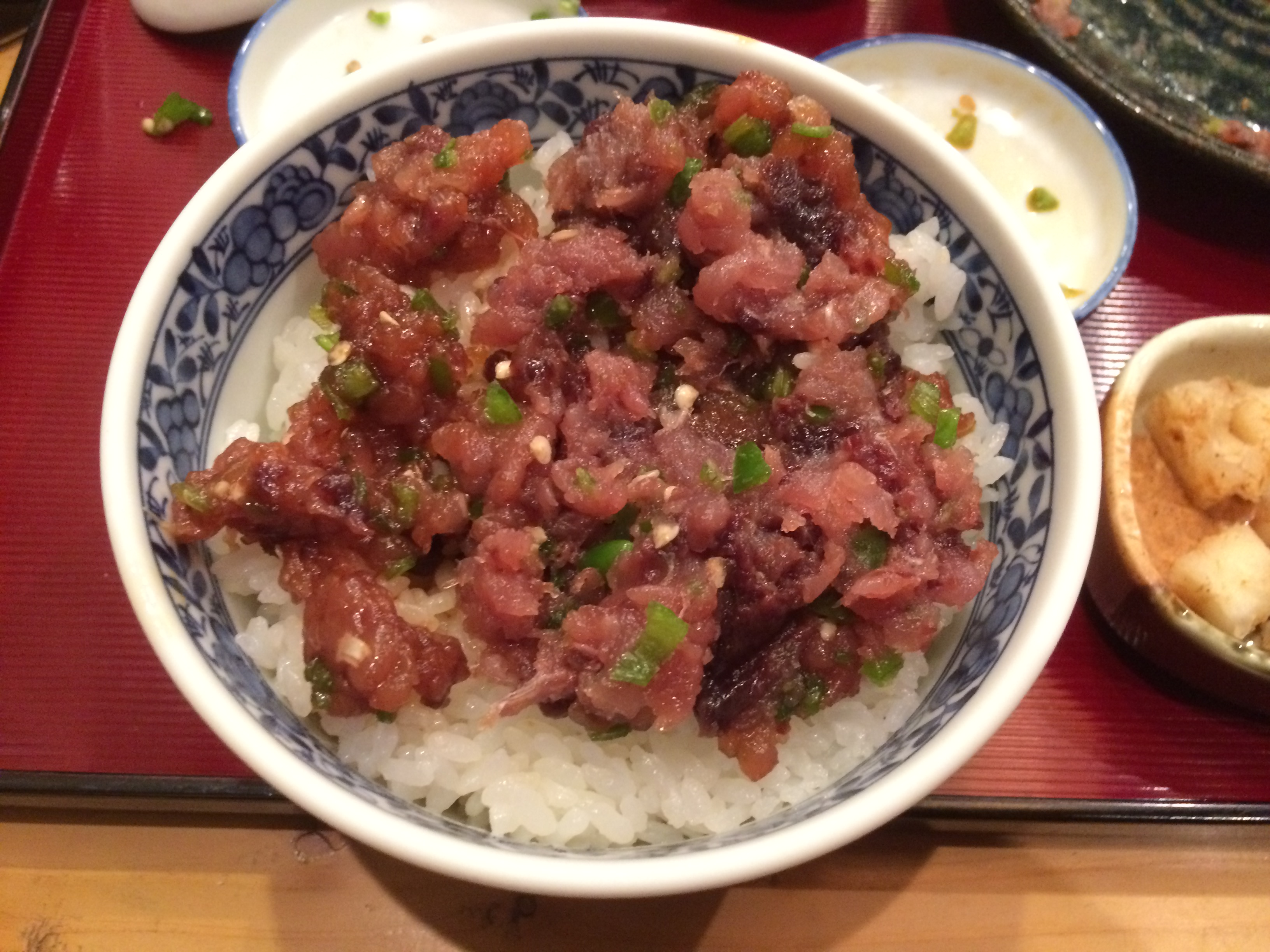
静岡県伊東市の郷土料理「うずわめし」。うずわのたたき・青唐辛子のみじん切りを和え、丼の白飯に盛り付けたもの。同市内の海鮮居酒屋・海鮮料理店「伊豆鮮魚商 まるたか」にて2018年3月25日撮影。

ソウダガツオを「ウズワ」という地方名で呼ぶ静岡県伊東市では、細かく刻んだ「ウズワ」のたたきと同じく細かく刻んだ青唐辛子を和え、丼に盛り付けた白飯とともに食べる漁師直伝の料理「うずわ定食」（うずわめし）がある。伊東市内の「究極のローカルフード」と称される「うずわ定食」は以下のように3度の異なる味わいが楽しめる。
1. まずはたたきをそのまま賞味する[58]。
2. 刻んだ青唐辛子と混ぜ、丼の白飯に盛り付けて食べる[58]。
3. 最後に宗田節から取っただし汁をかけ、茶漬けとして食べる[58]。

また同様にマルソウダを「ウズワ」と呼称する沼津市内浦地区では、8月から10月にかけて旬を迎え、豊富に漁獲されるマルソウダを生のまま細かく刻んで炒め、味噌や青紫蘇と混ぜ合わせた「うずわみそ」という保存食が作られており、生野菜に漬ける味噌や漁師の弁当のおかずとして食されていた。

##### 神奈川県
ソウダガツオを「ウズワ」の地方名で呼称する神奈川県西湘地域（小田原市・足柄下郡真鶴町）では晩夏 - 初冬（特に秋）に定置網漁で大量に漁獲され、西湘地域の定置網漁では毎年漁獲高上位に入る。同地域ではソウダガツオを塩漬けにして冬場に食べる伝統的な保存食「塩うずわ」があるが、同じ神奈川県内でも横浜市・川崎市などの鮮魚店・スーパーマーケットにはあまり流通しない。これに加えて近年は産地でもソウダガツオの食用需要が減少しており、小田原市漁業協同組合の女性部が新たな食べ方として「ソウダガツオのフレーク」を考案するなど、県内の各漁業協同組合がソウダガツオ・スミヤキ（クロシビカマス）など低利用魚の利用向上策に取り組んでいる。

##### 三重県
三重県度会郡南伊勢町ではヒラソウダ（地方名ソマカツオ）が10月 - 12月の約3か月間にわたり水揚げされるが、そのソマカツオを3か月以上にわたり塩漬けにした保存食「ソマカツオの塩切り」が伝統的に生産されている。伝統的な生産方法では約2か月間にわたり漬け込むが、民宿「とよや勘兵衛」から商品化された「ソマカツオの塩切り」はよりまろやかな風味を実現するためさらに長期間漬け込んで熟成させている。近年ではほとんど生産されていなかった「ソマカツオの塩切り」だが、2012年（平成24年）夏に同町の民宿「とよや勘兵衛」の主人親子が偶然作りすぎて余っていたものを試食してみたところ「意外に美味しかった」ことから商品化され、同年度の「みえのお宝食材大賞」を受賞したほか、雑誌『BRUTUS』2014年3月1日号にて紹介されたことをきっかけに各メディアで報道され、注文が殺到する人気商品となった。
尾鷲市など三重県東紀州地方ではソウダガツオ・サバ・カツオ・マグロなど青魚を肉の代わりに用いたすき焼き（魚すき）の一種「魚のじふ」（別名「へか」）という郷土料理が食べられている。尾鷲市ではヒラソウダ（ソマガツオ）・マルソウダ（コガツオ）ともに炭火を起こして身を焼く「焼き」という調理方法でも賞味されている。コガツオの「焼き」は夏に多く食べられていた。「焼き」はほぐした身を大根の葉の漬物とともに生姜醤油で食べることが一般的な食べ方で、「焼き」に醤油をかけ、ヤツガシラの茎を赤紫蘇に漬けた漬物「くき漬け」とともに食べる場合もある。「焼き」は安価なソマガツオから作れるため、かつて尾鷲では家庭料理の定番だったが、2010年時点では炭火を起こす手間や、焼く際の煙が敬遠されたことなどから、調理する家庭がほとんどなくなっており、ソマガツオも市場価値が下落しているという。また同市梶賀町では、コガツオやアジ、サバなどの魚を開いて塩を振り、路地にあるコンロでカシ、サクラ、ウバメガシなどの薪を燃やして開きにした魚を約30分から1時間かけて燻した「アブリ」と呼ばれる燻製が家庭料理として賞味されている。

##### 高知県
高知県土佐清水市ではソウダガツオを「めぢか（メジカ）」の地方名で呼称し、まな板の上でソウダガツオを叩き、手ごねして丸めて焼いたやいこを漁師が船上食として食している。揚げたり、汁の身としても食されている。

### 非食材利用
食用以外にはフィッシュミール（魚粉）・クエ釣りの付け餌・マグロなどの餌などに使用される。
神奈川県西湘（小田原市など）では近年、「塩うずわ」を作る人・宗田節の加工場が減ったため、大量に漁獲されるソウダガツオは市場価値が低下して非常に安価で取引され、その多くは食用ではなく飼料・肥料の原料として使われている。